# هلام نانوي

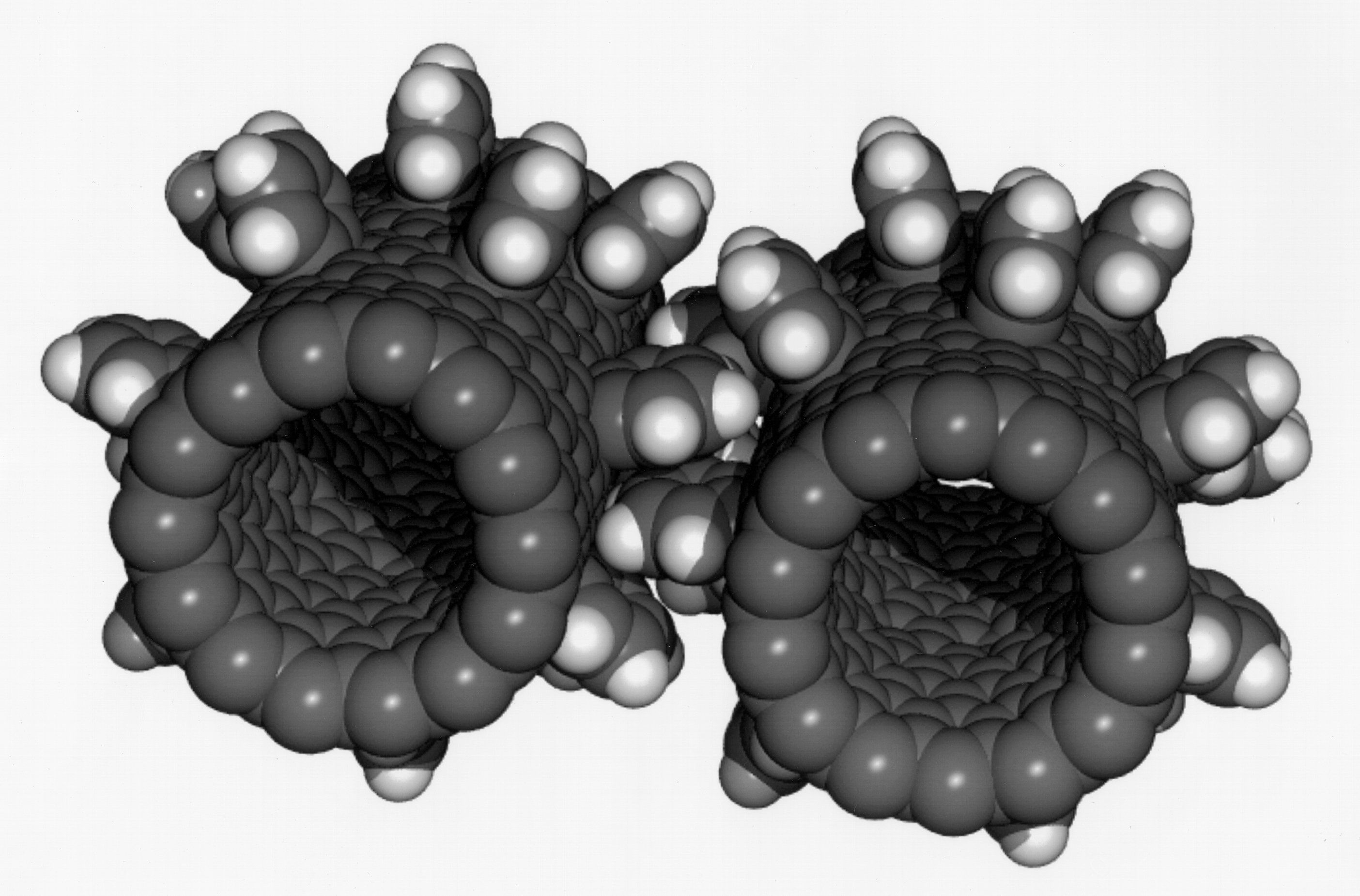
أنظمة محاكاة الفضاء الرقمي (NAS) التابع لمركز أبحاث أميس التابع لناسا

الهلام النانوي أو هلام النانو هو مصطلح يستخدم لوصف أي مزيج مكون من الجسيمات نانومترية النطاق أو الألياف مع هلام، وعادة ما تكون بروتينية القوام. لمكونات الهلام القدرة على العبور إلى خلايا الكائنات الحية.
تطبيقات
لا يجب الخلط بين هلام النانو وبين هلام النانوايروجيل Nanogel aerogel، والذي يعمل يعمل كعازل حراري.
بولي إيثيلين جليكول (بي أي آي) استخدمت لتوصيل المركبات المضادة للسرطان إلى داخل الخلايا.
هلام النانو يتألف من جزيئات البروتين يمكن أن تستخدم لوقف النزيف، وحتى في الحالات الشديدة من الجروح البليغة. البروتينات الذاتية التجمع على نانومترية الحجم والتي تتحلل حيويا بعد وقف نزيف في بضع ثوان وبالتالي لا تبقى أو تؤذي الجسم.